# Natos kunskapscentrum för strategisk kommunikation
Natos kunskapscentrum för strategisk kommunikation (engelska: Nato Strategic Communications Centre of Excellence, Nato StratCom COE) utgör ett kunskaps- och forskningscenter till förmågestöd för Nato och dess partners inom området strategisk kommunikation. Centret arbetar med forskning, doktrinutveckling och utbildning inom strategisk kommunikation.  Centret producerar årligen forskningsrapporter rörande bland annat informationskrigföring från IS och Ryssland och trender inom påverkansoperationer på sociala medier. 
Centret ligger utanför Natos kommandostruktur och finansieras av dess medlemmar. 
Natos kunskapscentrum för strategisk kommunikation återfinns i Lettlands huvudstad, Riga. 

## Historia
Centret upprättades under 2013 i Riga på initiativ av Lettland. 2014 erhåller centret ackreditering från SACR. 2018 har centret totalt 10 medlemmar, sponsrande nationer utgörs av Lettland, Polen, Estland, Italien, Litauen, Tyskland, Nederländerna samt Storbritannien. Sverige och Finland utgör partners. Frankrike avser att ingå i centret. 

## Sveriges relation
Sverige är medlem sedan januari 2017 och har sedan tidigare en analytiker från Myndigheten för Samhällsskydd och Beredskap på plats. Medlemskapet innebär att Sverige även deltar i styrkommittén och medverkar i utvecklingen av centret. 